# Puya brittoniana
Puya brittoniana là một loài thực vật có hoa trong họ Bromeliaceae. Loài này được Baker mô tả khoa học đầu tiên năm 1889. Chúng là loài đặc hữu của Bolivia.